# Henri Ronse
Pour les articles homonymes, voir Ronse (homonymie).
Henri Ronse (né le 10 mai 1946 à Ostende (Belgique) et mort à Romorantin-Lanthenay le 12 décembre 2010,) est un metteur en scène belge de théâtre et d’opéra.
Il a mis en scène une centaine de pièces de théâtre ainsi que plusieurs opéras. En 1971, il crée sa propre compagnie, le Théâtre Oblique, qu'il dirige pendant neuf années à Paris. En 1980, il fonde à Bruxelles le Nouveau Théâtre de Belgique. Créateur de la revue littéraire Obliques, Henri Ronse a aussi réalisé et animé de nombreuses émissions radiophoniques pour la Radio télévision belge et pour France Culture.

## Biographie

### Jeunesse et fondation du Théâtre Oblique
Henri Ronse naît le 10 mai 1946, à Ostende, en Belgique. Bien que né en Flandre, sa langue maternelle est le français. 
En 1965, il anime des émissions radiophoniques philosophiques et littéraires pour la Radiodiffusion-Télévision belge. La même année, à peine âgé de 19 ans, il se rend à Paris pour s'y frotter aux cercles littéraires. Il rencontre Jean Paulhan, Roland Barthes et Louis Aragon. Ses articles sont publiés dans plusieurs revues comme Les Cahiers du symbolisme, La Nouvelle Revue française, La Quinzaine littéraire ou Les Lettres françaises. Il fait des émissions pour France Culture, et réalise des pièces radiophoniques,.
En 1969, il met en scène, à Bruxelles, Une saison en enfer d'Arthur Rimbaud. Sa vocation d'homme de lettres, et surtout d'homme de théâtre, s'affirme rapidement. En 1971, il gagne Paris pour y fonder le Théâtre Oblique qu'il dirigera jusqu'en 1980,. Il y met en scène des auteurs comme Maurice Maeterlinck, Thomas Bernhard, Samuel Beckett, August Strindberg, Jean Genet, Franz Kafka, Jean Racine,... Il crée également, en 1971, avec Roger Borderie, la revue littéraire Obliques, qui analyse l'œuvre des plus grands auteurs. Au Théâtre de l'Odéon, il monte, en 1975, Rodogune de Pierre Corneille, qui est bientôt produit dans plusieurs pays d'Europe et aux États-Unis,,,. Il assure également la direction artistique du Festival d'Anjou.

### La scène belge
Parallèlement, il retrouve la scène belge avec la mise en scène de Pelléas et Mélisande, de Maurice Maeterlinck, en 1976, au festival de Spa et au Théâtre national de Belgique,. Il fait une incursion dans le monde de l'opéra avec, en 1977, L'Opéra de quat'sous de Bertolt Brecht, proposé dans le cadre du festival de Spa. À Bruxelles, il crée plusieurs spectacles et fonde finalement son propre théâtre, le Nouveau Théâtre de Belgique. Il produit, dans la capitale belge, plusieurs pièces par an, puisant dans un répertoire résolument moderne. D'après le romancier et auteur dramatique Jacques De Decker, « il est pris alors d'une frénésie de créations inouïe, voulant démontrer qu'il peut faire plus et mieux que les autres avec moins de moyens. Les merveilles se succèdent à un tel rythme qu'on ne peut plus les énumérer ». 

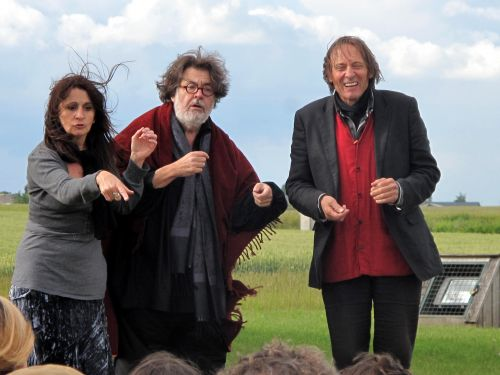
La Caravane des poètes, avec, au centre, Henri Ronse

Durant sa carrière, il est invité à produire ses spectacles « à la Comédie-Française, au Théâtre de l'Odéon, à l’Opéra de Paris, à la Comédie de Genève, au Théâtre du Capitole de Toulouse… Il est présent par ses créations dans de nombreux festivals internationaux de New York à Madrid, de Florence à Patras, Athènes ou Vérone ».
Mais des erreurs de gestion le privent de son théâtre et le réduisent au silence. Il est poursuivi en justice pour « mauvaise utilisation des fonds publics dans la gestion du Nouveau Théâtre de Belgique ». Condamné en 2006, il est ensuite acquitté en appel, les faits étant jugés trop anciens.

### La Caravane des poètes
Il passe les douze dernières années de sa vie en France. Il y crée, avec la comédienne Marie Poumarat, La Caravane des poètes. Son objectif est de faire découvrir, par des rencontres et lectures-spectacles, la poésie. Cette « bibliothèque parlée », servie par des poètes, des musiciens et des comédiens, voyage surtout dans le Centre de la France,. Henri Ronse est également à l'initiative du Salon international de l'édition et de la revue de poésie qui a lieu chaque année début juin, à Nohant, dans les jardins du domaine de George Sand. 
Il meurt le 12 décembre 2010, d'une crise cardiaque. Il préparait l'ouverture de la Maison européenne de la poésie en Pays de George Sand, au prieuré du Magny dans l'Indre.

## Œuvre

### Pièces de théâtre
Henri Ronse est l'auteur de trois pièces :
- Inferno, 1971
- Le Pèse-nerfs, 1972
- Hélène, 1982

### Mémoires
Miettes de mémoire, Nil Éditions, 1998.

### Études
Le Monde de Paul Willems. Textes, entretiens, études, rassemblés par Paul Emond, Henri Ronse et Fabrice van de Kerckhove, Bruxelles, Labor, Archives du Futur, 1984

## Metteur en scène
Henri Ronse a mis en scène plus de quatre-vingt spectacles,.
- 1969 : Une Saison en enfer d'Arthur Rimbaud, Rencontres de Châteauvallon
- 1971 : Le Pélican d'August Strindberg, Châteauvallon
- 1971 : Inferno d'August Strindberg, Théâtre-Poème Bruxelles
- 1975 : La Sonate des spectres d'August Strindberg, Comédie-Française au Théâtre national de l'Odéon
- 1976 : Le Genre humain de Jean-Edern Hallier, Espace Cardin
- 1981 : À Memphis, il y a un homme d’une force prodigieuse de Jean Audureau, Comédie-Française au Théâtre national de l'Odéon
- 1999 : L'Île morte de René Zahnd, Comédie-Française au Théâtre du Vieux-Colombier